# Giuseppe Maria Puppo
Giuseppe Maria Puppo (Lucca, 12 luglio 1749 – Firenze, 19 aprile 1827) è stato un compositore, violinista e direttore d'orchestra italiano.

## Biografia
A Lucca ha ricevuto le sue prime lezioni di musica da un violinista di nome Fortini per poi continuare la sua formazione professionale presso il Conservatorio S. Onofrio di Napoli .
Tornato nella sua città nel 1768, successe giovanissimo a Filippo Manfredi nella direzione dell'orchestra locale. Quindi iniziò una serie di fortunatissime tournée concertistiche a Parigi, in Spagna, a Lisbona e infine a Londra per qualche anno.
Nel 1784 si stabilì a Parigi e vi rimase per ventisette anni, primo violino e direttore d’orchestra fino al 1790 al Thèatre de Monsieur su nomina del compositore di Fontanetto Po Giovanni Battista Viotti, quindi al Théâtre Feydeau e al Théatre de la République.
A Parigi pubblicò 2 concerti per violino e orchestra, 3 duetti per 2 violini, 6 Fantasie per violino (poi trascritte per pianoforte) e 8 Studi.
Dopo il divorzio, nel 1811, lasciò Parigi e si recò a Napoli, dove fu il primo violinista e direttore d'orchestra al Teatro San Carlo fino al 1817.
Successivamente, dopo un breve periodo a Firenze, fece ritorno a Lucca e poi si stabilì a Pontremoli ad insegnare musica.
Ridotto in povertà, morì a Firenze il 19 aprile 1827.

## Opere
- 18 Capricci per violino (di cui 11 persi)
- 3 Duetti per 2 violini
- 6 Fantasie per violino e pianoforte
- 2 Concerti per violino e orchestra